# Gabriel Loire
Gabriel Loire (21. dubna 1904 Pouancé – 27. prosince 1996 Lèves) byl francouzský vitrážista.

## Život
Pocházel z rodiny vesnického koželuha a při zaměstnání vystudoval výtvarnou školu v Angers. Učil se u Georgese Merklena a pak v Chartres u Charlese Lorina. V roce 1946 založil v Lèves vlastní dílnu, kterou po jeho smrti provozují potomci.
Věnoval se především sakrální tematice. Vyzdobil kostely v Chapelle-Royale, Épinalu, Hyères a Vimoutiers, pamětní kostel císaře Viléma v Berlíně, Salisburskou katedrálu, Grace Cathedral v San Francisku, katedrálu sv. Jiří v Kapském Městě, Basílica de Nuestra Señora de Lourdes v Santiagu de Chile, synagogu v Rouenu a muzeum moderního umění v japonském městě Hakone. Jeho práce se nacházejí ve více než 800 budovách. Byl členem Société nationale des beaux-arts de Paris.
Jeho tvorba byla ovlivněna impresionismem, často používal modrou barvu, která pro něj byla symbolem míru. Zpočátku se věnoval práci s olovem, pak začal využívat také moderní techniku dalle de verre, při které se sklo zasazuje do betonu a epoxidu. Vedle sklářství se věnoval také keramice, olejomalbě i knižním ilustracím. 

## Galerie

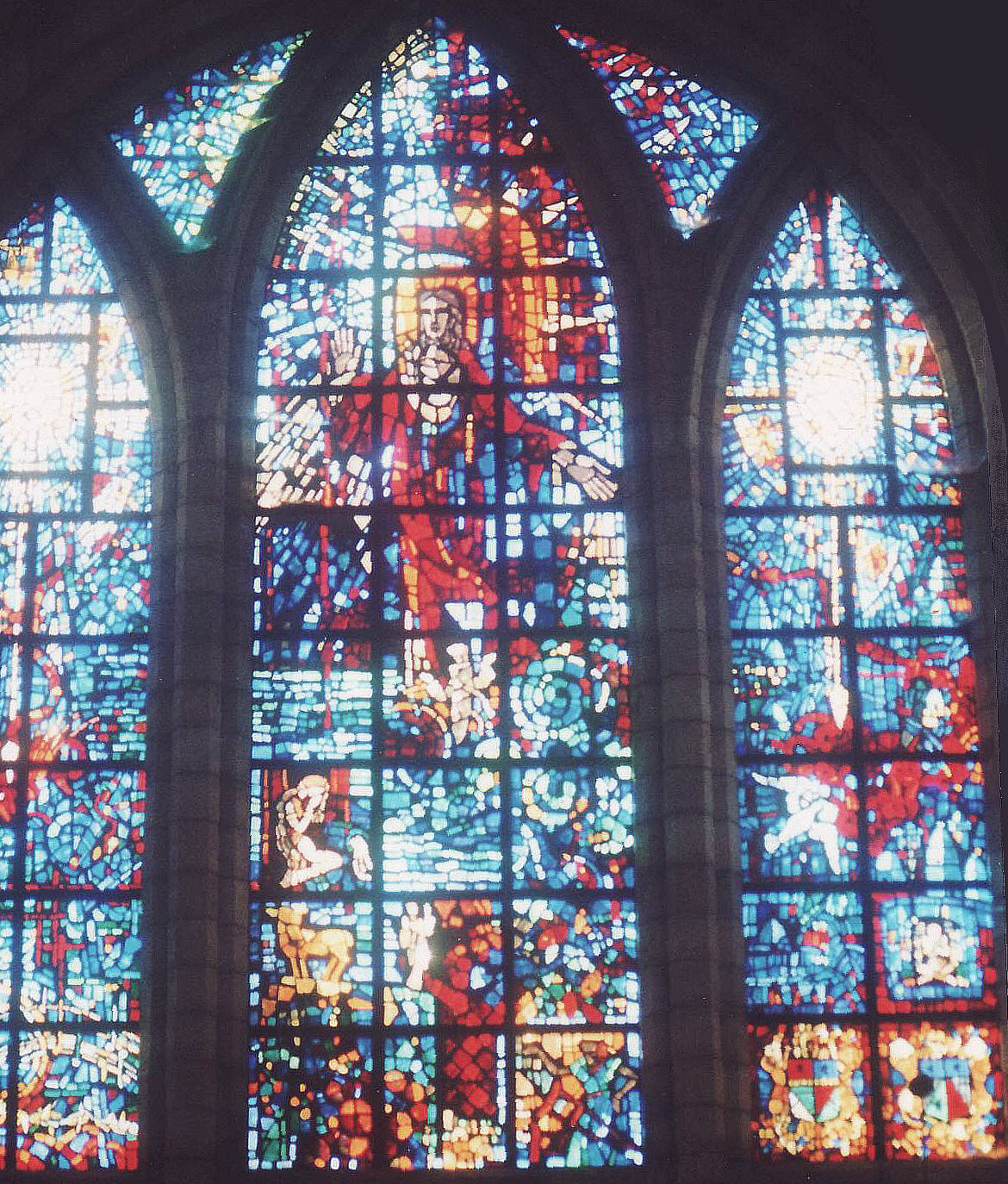
St. George's Cathedral, Kapské město
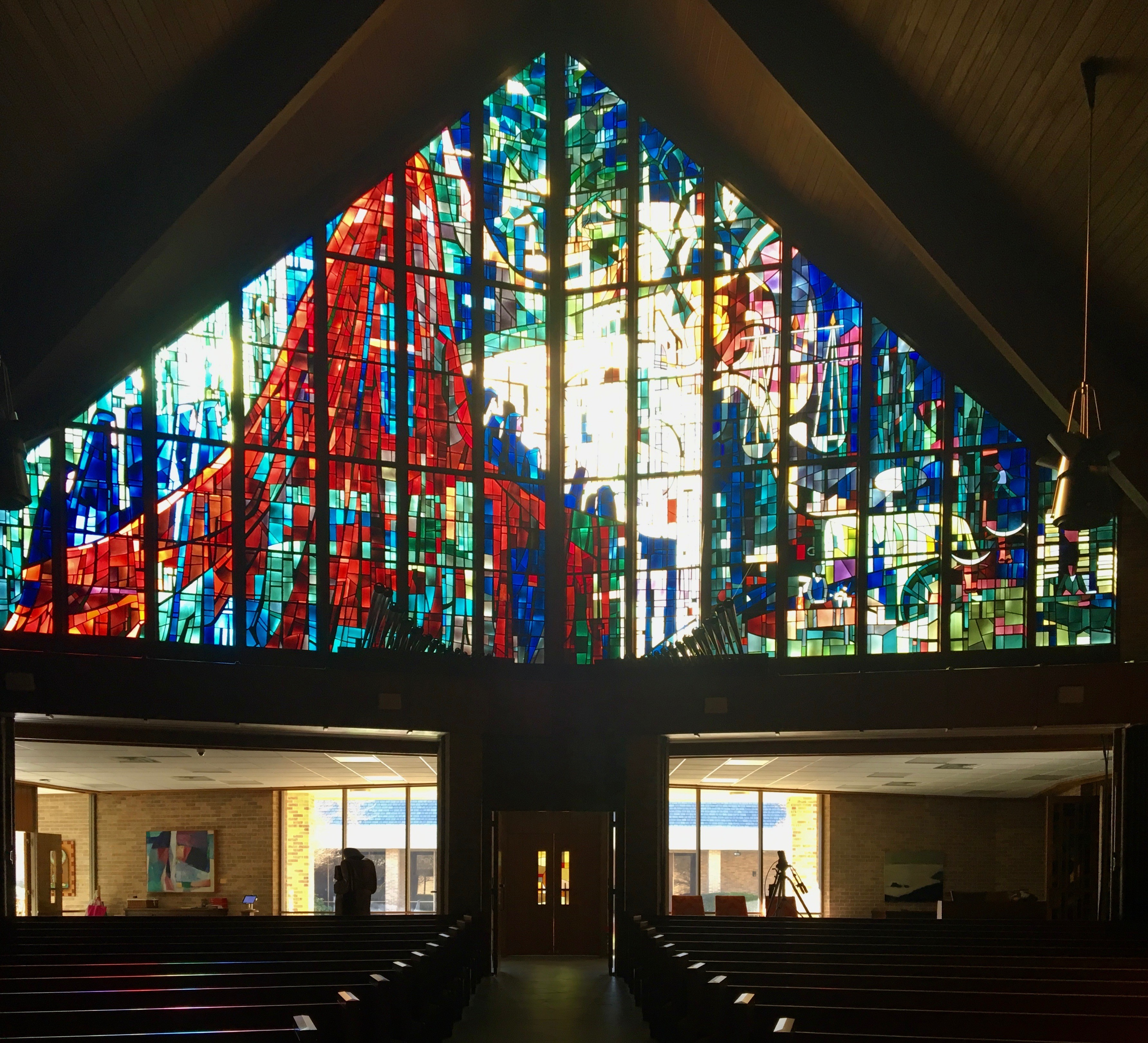
First United Methodist Church, Alexandria, Louisiana